# Holstein Station
Holstein Station (Holstein stasjon) er en metrostation på Sognsvannsbanen på T-banen i Oslo. Stationen er opkaldt efter husmandsstedet Holsteen, der lå lige vest for krydset mellem Carl Kjelsens vei og Peder Ankers vei.